# O Combate (São Paulo)

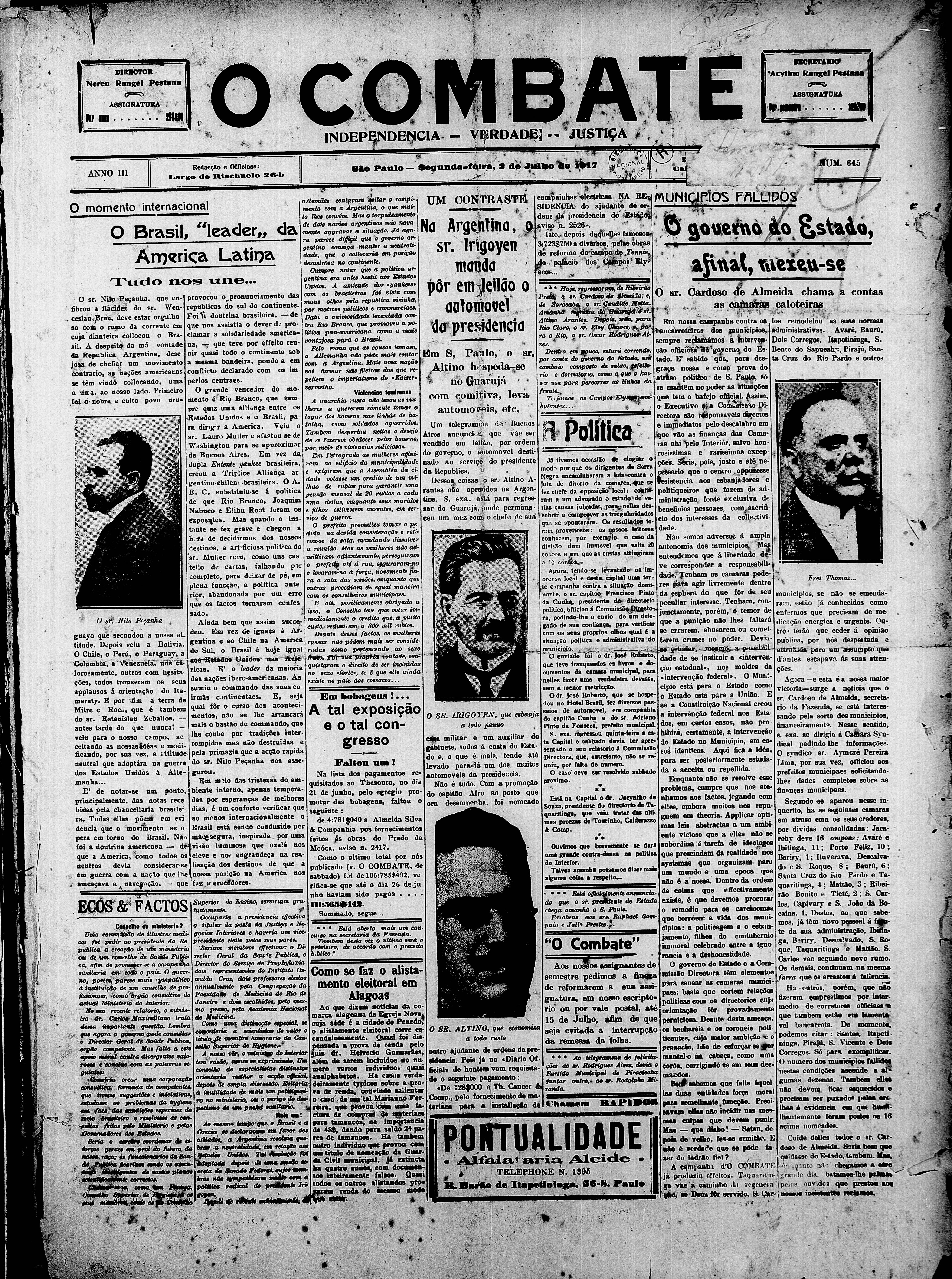
Primeira página da ed. 645, de 2 de julho de 1917.

O Combate foi um jornal anarquista e operário da cidade brasileira de São Paulo, que circulou a partir de 1914 e na década de 1920.

Como informa Edgar Salvadori de Decca (in: 1930, O silêncio dos vencidos. SP: Brasiliense. 2ª ed., 1984) O Combate mantinha uma seção ao movimento laboral, dedicada ao incentivo de que estes se organizassem em partidos políticos; com isto manifestava seu objetivo de reunir as várias correntes políticas contestatórias, para tanto servindo de veículo para o trabalhador comum e a grupos como o Partido Democrático ou o Bloco Operário e Camponês; com isso rotula o jornal como sendo autor de propostas e "revolucionário", em suas palavras:
“Através de suas páginas a classe operária entrava no cenário da revolução, não como um agente social que deveria receber no final da luta política algumas “benesses”, tais como as leis trabalhistas, mas sim como um aliado imprescindível da luta revolucionária.”
Deste periódico foi diretor o revolucionário que atuou como secretário da Coluna Prestes, Lourenço Moreira Lima.